# Christoph Friedrich Heinle
Christoph Friedrich Heinle (Mayen in der Eifel, 1894 – Berlino, 8 agosto 1914) è stato un poeta e filologo tedesco.

## Biografia
Dopo aver frequentato le scuole ad Aquisgrana (in tedesco Aachen), dove ebbe modo di conoscere il poeta Ludwig Strauss, nel 1912 si iscrisse all'università di Gottinga, seguendo per un anno il corso di filologia.. Nel 1913 decise di andare a vivere a Friburgo in Brisgovia, incontrandovi Walter Benjamin, che lì si era trasferito da Berlino per trascorrere un semestre all'università. Tra i due nacque subito un forte legame, fatto di amicizia e reciproca stima artistica, destinato a segnare profondamente l'opera di Benjamin.

### L'amicizia con Walter Benjamin
Leggendo i versi del diciannovenne Heinle, Walter Benjamin, più grande di lui di due anni, ebbe immediatamente parole di ammirazione, riconoscendogli un notevole talento lirico. Dato che Benjamin militava allora nell'ambiente letterario berlinese che ruotava attorno alle riviste Der Anfang e Die Aktion, organi di diffusione dell'espressionismo, legate anche alle attività del Café des Westens, cercò in tutti i modi di reclutare Heinle, allora membro della Freie Studentenschaft, il movimento dei Liberi studenti, nelle medesime file. Lo convinse così a seguirlo a Berlino. Qui trascorsero insieme il primo semestre dell'anno accademico 1913-'14. Il loro rapporto si fece nel frattempo abbastanza teso, anche se non è dato individuarne con sicurezza il motivo. Probabilmente le differenti visioni circa la superiorità tra poesia e filosofia. Non è un caso che proprio questo conflitto continuò ad agitarsi in Benjamin, che in parte riuscì a comporlo diventando lui stesso poeta.

### Un dramma improvviso
Nella primavera del 1914, Benjamin venne eletto presidente della Freie Stuedentenschaft berlinese. In questo momento, i dissapori con Heinle sembravano ricomposti. Entrambi cominciarono a prendere le distanze dall´Anfang ed Heinle si orientò più decisamente verso i gruppi del primo espressionismo, cui aderivano Jakob van Hoddis, Georg Heym, Carl Einstein e Kurt Hiller, tutti di posizioni molto lontane dalla Jugendbewegung, il movimento giovanile che radunava poeti e pensatori sotto la guida carismatica di Gustav Wyneken.
Di questo periodo, in seguito Benjamin scrisse «che in nessun'epoca successiva Berlino in quanto città sia penetrata così a fondo nel mio essere quanto allora».
Lo scoppio della prima guerra mondiale dette un colpo definitivo a queste esperienze, coincidendo anche con il triste epilogo della vita di Heinle. In segno di protesta per l'inizio del conflitto, sia lui che la fidanzata, Rika Seligson, si tolsero la vita con il gas della cucina nella casa dove era solito riunirsi il movimento giovanile.
Alla tragica precoce scomparsa dell'amico, Benjamin, che coltivava la poesia attraverso letture di Friedrich Hölderlin, Stefan George, Rainer Maria Rilke, oltre a divulgare i versi della cugina, la poetessa Gertrud Kolmar, dedicò una serie cospicua di Sonetti, redatti tra il 1915 e il '25. Va inoltre annoverato, nel numero di questo omaggio lirico post mortem, il componimento Zum Begräbnis Heinles (Per il funerale di Heinle) nelle Vermischte Gedichte (Poesie sparse), tra i cui versi le immagini dell´Infanzia berlinese di Benjamin, il ricordo dell´Heim, la casa che corrisponde al sedimento di memorie dello spazio interiore, si mischiano alla dimessa cornice della Stuttgarter Platz, nei pressi della quale si avviò il corteo funebre che accompagnava la spoglia del giovane poeta.

### La difficoltà del congedo
Nella sua Cronaca berlinese Benjamin evocò i giorni della morte dell'amico e le complicazioni nate dalla ricerca di una tomba. In questa occasione la città mostrò tutti i suoi limiti e pregiudizi nei confronti della possibilità di coltivare liberamente i rapporti sociali e politici, scrisse Benjamin. Non fu possibile trovare altro luogo di raccoglimento per prendere congedo dai due amici scomparsi, se non in uno squallido hotel sulla Stuttgarter Platz (Charlottenburg), nei pressi della stazione. Inoltre nessun cimitero fu disponibile ad accogliere il riposo della coppia. Il vano tentativo di trovare una sepoltura comune per i due giovani evidenziò l'esistenza di molti divieti morali.

## La poesia di Heinle
L'unica poesia pubblicata in vita da Heinle pare essere Tannenwald im Schnee (Abetaia nella neve), contenuta nell'antologia "Mistral", pubblicata presso A. R. Meyer.
Tra i manoscritti di Benjamin rinvenuti nel 1981, oltre ai suoi Sonetti in morte di Heinle, sono tornati alla luce, contenuti in una busta, insieme a lettere e appunti, alcuni dei componimenti del giovane poeta.
Siamo di fronte a una poesia inquieta e notturna, che si abbevera del romanticismo tedesco ma anche delle nuove associazioni e metafore suggerite dall'avanguardia. Come scrive il curatore nell'introduzione al volumetto sulla poesia benjaminiana dedicata ad Heinle, pubblicato da Via del Vento edizioni: «Da Novalis a Charles Baudelaire a Georg Trakl, altro inquieto amante di sembianze partorite dalla notte, si riascolta qui l'anima immanente in cui si corrispondono tutte le cose».